# Temporada 1963 de las Grandes Ligas de Béisbol
La Temporada 1963 de las Grandes Ligas de Béisbol se disputó desde el 8 abril al 6 octubre. La Liga Americana y la Liga Nacional presentaron a diez equipos, con cada equipo jugando un calendario de 162 juegos.
La Serie Mundial Los Angeles Dodgers barrieron a los New York Yankees en cuatro partidos consecutivos.
El estelar equipo de lanzadores de los Dodgers, manejados por el zurdo Sandy Koufax y el diestro Don Drysdale, fue tan dominante que los
alardeados Yankees, a pesar de que contaban con la presencia de toleteros de la talla de Mickey Mantle y Roger Maris en su alineación, nunca tomaron la delantera contra Los Angeles toda la serie.
El Juego de las Estrellas fue disputado el 9 de julio en el Cleveland Municipal Stadium y fue ganado por la Liga Nacional con un marcador de 5-3.

## Premios y honores
- MVP
  - Elston Howard, New York Yankees (AL)
  - Sandy Koufax, Los Angeles Dodgers (NL)
- Premio Cy Young
  - Sandy Koufax, Los Angeles Dodgers (NL)
- Novato del año
  - Gary Peters, Chicago White Sox (AL)
  - Pete Rose, Cincinnati Reds (NL)

## Temporada Regular
| Liga Americana        | Liga Americana | Liga Americana | Liga Americana | Liga Americana | Liga Americana | Liga Americana |
| Equipo                | V              | D              | CTE            | JD             | LOCAL          | VISITA         |
| --------------------- | -------------- | -------------- | -------------- | -------------- | -------------- | -------------- |
| New York Yankees      | 104            | 57             | .646           | -              | 58-22          | 46-35          |
| Chicago White Sox     | 94             | 68             | .580           | 10½            | 49-33          | 45-35          |
| Minnesota Twins       | 91             | 70             | .565           | 13             | 48-33          | 43-37          |
| Baltimore Orioles     | 86             | 76             | .531           | 18½            | 48-33          | 38-43          |
| Cleveland Indians     | 79             | 83             | .488           | 25½            | 41-40          | 38-43          |
| Detroit Tigers        | 79             | 83             | .488           | 25½            | 47-34          | 32-49          |
| Boston Red Sox        | 76             | 85             | .472           | 28             | 44-36          | 32-49          |
| Kansas City Athletics | 73             | 89             | .451           | 31½            | 36-45          | 37-44          |
| Los Angeles Angels    | 70             | 91             | .435           | 34             | 39-42          | 31-49          |
| Washington Senators   | 56             | 106            | .346           | 48½            | 31-49          | 25-57          |

| Liga Nacional         | Liga Nacional | Liga Nacional | Liga Nacional | Liga Nacional | Liga Nacional | Liga Nacional |
| Equipo                | V             | D             | CTE           | JD            | LOCAL         | VISITA        |
| --------------------- | ------------- | ------------- | ------------- | ------------- | ------------- | ------------- |
| Los Angeles Dodgers   | 99            | 63            | .611          | -             | 50-31         | 49-32         |
| St. Louis Cardinals   | 93            | 69            | .574          | 6             | 53-28         | 40-41         |
| San Francisco Giants  | 88            | 74            | .543          | 11            | 50-31         | 38-43         |
| Philadelphia Phillies | 87            | 75            | .537          | 12            | 45-36         | 42-39         |
| Cincinnati Reds       | 86            | 76            | .531          | 13            | 46-35         | 40-41         |
| Milwaukee Braves      | 84            | 78            | .519          | 15            | 45-36         | 39-42         |
| Chicago Cubs          | 82            | 80            | .506          | 17            | 43-38         | 39-42         |
| Pittsburgh Pirates    | 74            | 88            | .457          | 25            | 42-39         | 32-49         |
| Houston Colt .45s     | 66            | 96            | .407          | 33            | 44-37         | 22-59         |
| New York Mets         | 51            | 111           | .315          | 48            | 34-47         | 17-64         |

## Postemporada
NL Los Angeles Dodgers (4) vs. AL New York Yankees (0)
|                                           |
| Campeón Los Angeles Dodgers Tercer Título |

## Líderes de la liga

### Liga Americana
Líderes de Bateo 
| Categoría           | Jugador          | Equipo | Marca |
| ------------------- | ---------------- | ------ | ----- |
| Porcentaje de bateo | Carl Yastrzemski | BOS    | .321  |
| Cuadrangulares      | Harmon Killebrew | MIN    | 45    |
| Carreras Impulsadas | Dick Stuart      | BOS    | 118   |
| Carreras Anotadas   | Bob Allison      | MIN    | 99    |
| Hits                | Carl Yastrzemski | BOS]   | 183   |
| Robo de Bases       | Luis Aparicio    | BAL    | 40    |

Líderes de Pitcheo 
| Categoría         | Jugador        | Equipo | Marca |
| ----------------- | -------------- | ------ | ----- |
| Victorias         | Whitey Ford    | NYY    | 24    |
| Derrotas          | Orlando Peña   | KCA    | 20    |
| ERA               | Gary Peters    | CHW    | 2.33  |
| Ponches           | Camilo Pascual | MIN    | 202   |
| Entradas Lanzadas | Whitey Ford    | NYY    | 269.1 |
| Juegos salvados   | Stu Miller     | BAL    | 27    |

### Liga Nacional
Líderes de Bateo 
| Categoría           | Jugador                   | Equipo  | Marca |
| ------------------- | ------------------------- | ------- | ----- |
| Porcentaje de bateo | Tommy Davis               | LAD     | .326  |
| Cuadrangulares      | Hank Aaron Willie McCovey | MLN SFG | 44    |
| Carreras Impulsadas | Hank Aaron                | MLN     | 130   |
| Carreras Anotadas   | Hank Aaron                | MLN     | 121   |
| Hits                | Vada Pinson               | CIN     | 204   |
| Robo de Bases       | Maury Wills               | LAD     | 40    |

Líderes de Pitcheo 
| Categoría         | Jugador                    | Equipo  | Marca |
| ----------------- | -------------------------- | ------- | ----- |
| Victorias         | Sandy Koufax Juan Marichal | LAD SFG | 25    |
| Derrotas          | Roger Craig                | NYM     | 22    |
| ERA               | Sandy Koufax               | LAD     | 1.88  |
| Ponches           | Sandy Koufax               | LAD     | 306   |
| Entradas Lanzadas | Juan Marichal              | SFG     | 321.1 |
| Juegos salvados   | Lindy McDaniel             | CHC     | 22    |